# Parque nacional de Luangwa Sur
El Parque nacional de Luangwa Sur es un parque nacional en el este de Zambia, y es el más meridional y más grande de los cuatro parques nacionales en el valle del río Luangwa (Luangwa Norte, Luambe, Lukusuzi y Luangwa Sur). Es un refugio de vida silvestre de renombre mundial que los lugareños conocen simplemente como "South Park". Las concentraciones de grandes mamíferos a lo largo del serpenteante río Luangwa y sus lagunas se encuentran entre las más grandes de África. El río está repleto de hipopótamos y cocodrilos y proporciona un sustento para una de las mayores diversidades de hábitat y vida silvestre, que sustenta a más de 60 especies de mamíferos y más de 400 especies de aves. Marca el final del Gran Valle del Rift.
En el parque se encuentran grandes poblaciones de jirafas de Thornicroft y manadas de elefantes y búfalos del Cabo, a menudo de varios cientos de individuos. Es uno de los parques nacionales más conocidos de África para realizar safaris a pie. Fue fundado como reserva de caza en 1938 y se convirtió en parque nacional en 1972. Tiene una extensión de 9.050 km2.
El parque no está cercado, limita al oeste con el escarpe de Muchinga y al este con el río Luangwa. El valle de Luangwa se encuentra al final del sistema del Gran Valle del Rift africano, que se extiende 4.000 km desde el Mar Rojo hasta la desembocadura del río Pungwe, en Mozambique.
El escarpe de Muchinga, en las provincias del Norte y Central, forma el límite occidental o noroccidental del parque. Desde allí, desciende hasta el río, principalmente en su margen occidental. La orilla este del río se encuentra en la Provincia del Este, y como el acceso al parque es solo desde ese lado, por lo general se considera que se encuentra en su totalidad en la Provincia del Este.

## Historia
Inicialmente se creó como Reserva de caza de Luangwa en 1904. El conservacionista británico Norman Carr influyó en la creación del Parque nacional  Luangwa Sur. Un hombre adelantado a su tiempo, Norman Carr rompió el molde de los safaris de caza y seguimiento y creó un turismo basado en la conservación.
En la década de 1950, convenció al líder regional para reservar una parte de la tierra tribal como reserva de caza y construyó el primer campamento de observación de caza abierto al público en Rhodesia del Norte (ahora Zambia). Los invitados dispararon con cámaras y no con rifles; de ese modo, Luangwa Sur se convirtió en el hogar del safari fotográfico y a pie. Las ganancias de este campamento fotográfico remoto en el monte volvieron a la comunidad.

## Características

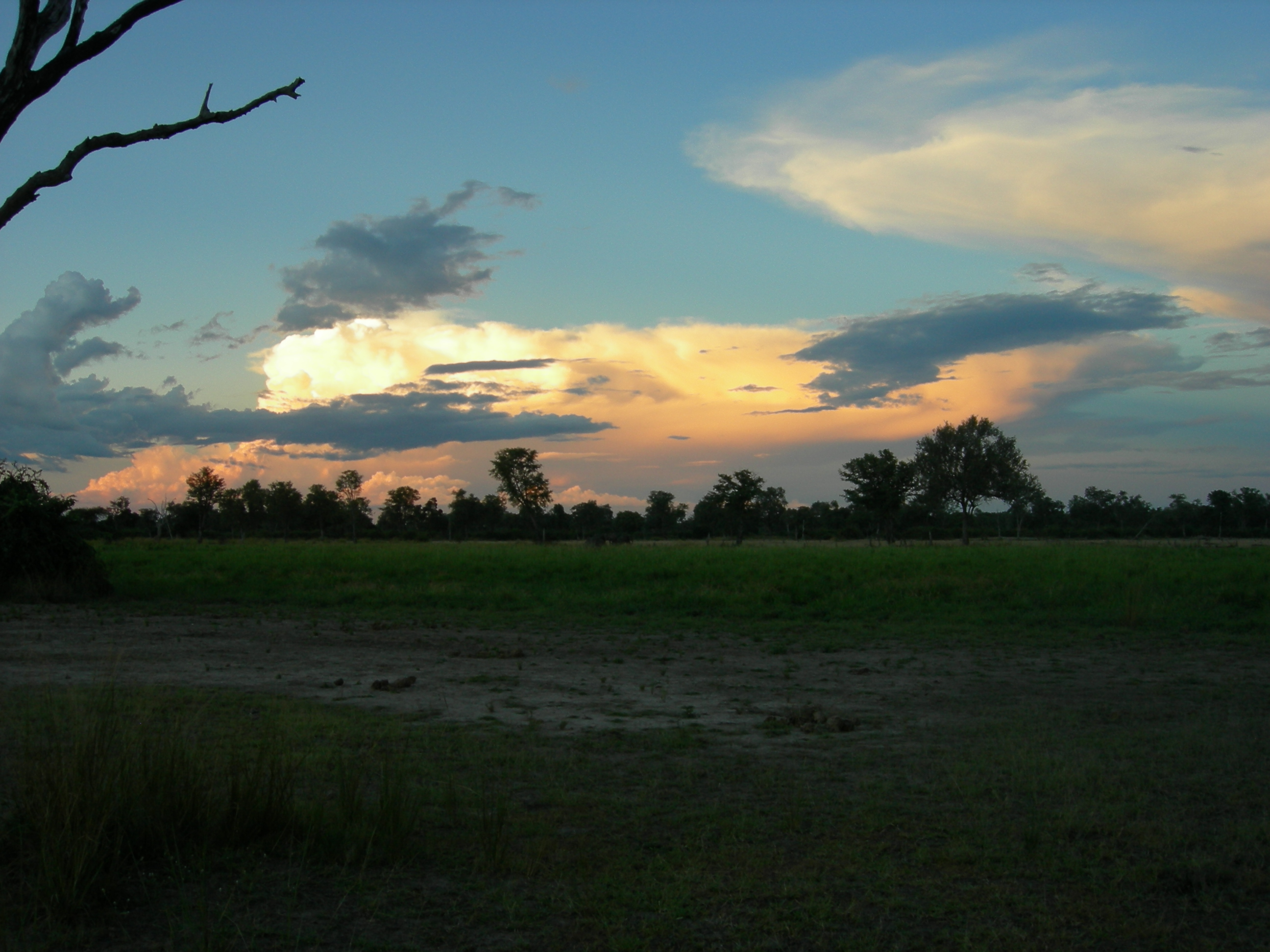
Puesta de sol en el parque nacional

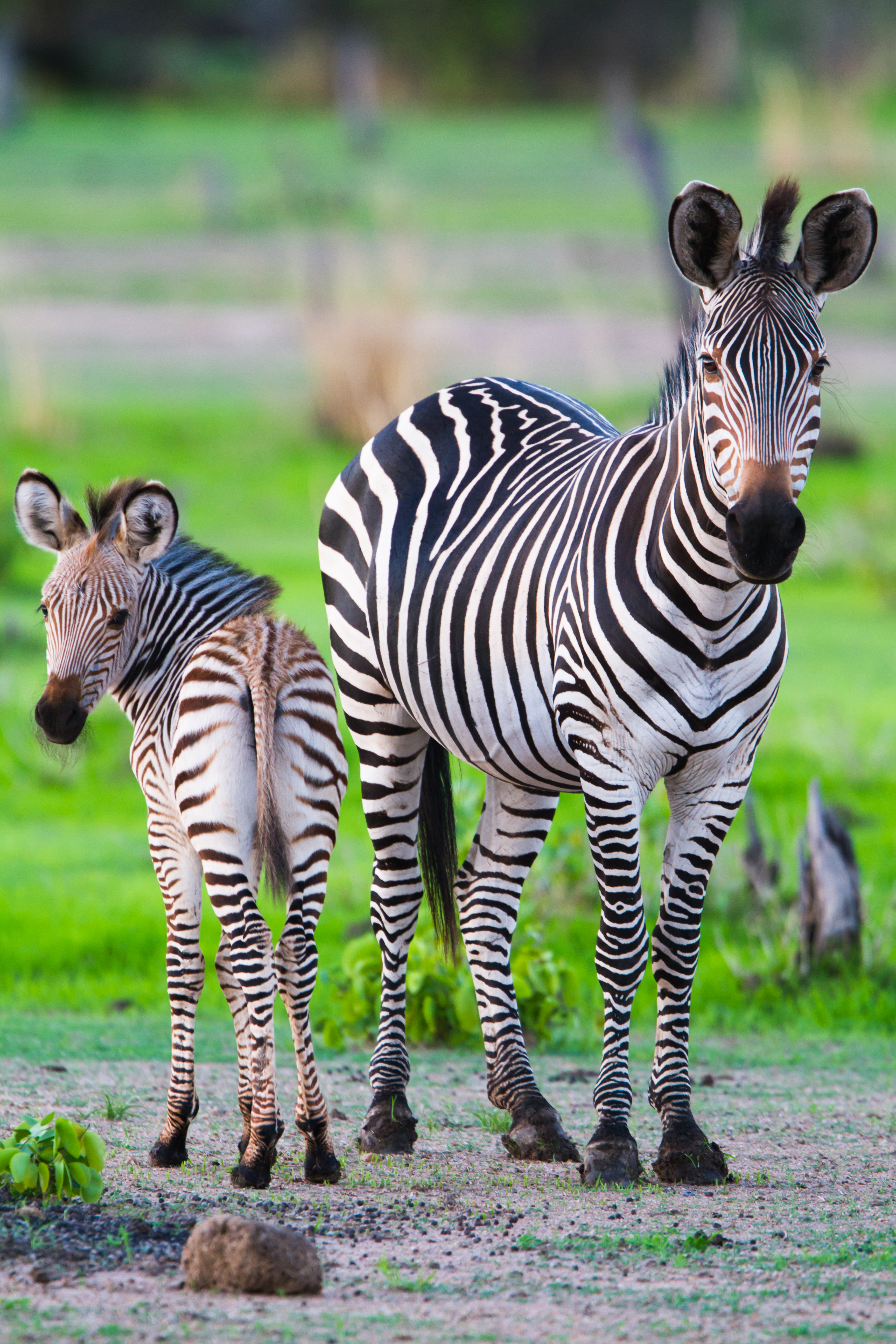
Cebras en South Luangwa

El parque abarca dos ecorregiones, ambas sabanas boscosas, que se distinguen por el árbol dominante: el bosque meridional de miombo cubre las laderas más altas del valle, mientras que el bosque de mopane cubre el fondo del valle. El mopane tolera mejor el calor que los árboles del miombo, que se encuentran en las zonas más altas. En estas sabanas boscosas bajas hay parches más grandes de pastizales, por lo que los herbívoros como la cebra y los comedores de hojas, como la jirafa, se encuentran en abundancia. Cerca del río se encuentran parches de pastizales inundados (llanuras aluviales), en las que los hipopótamos pastan por la noche. Su estiércol liberado en el río fertiliza las aguas y mantiene la población de peces que a su vez sustenta a los cocodrilos. Entre los árboles se encuentran, además del mopane, el árbol de plomo, la Faidherbia albida, la palmera Phytelephas, la marula, el tamarindo, grandes baobabs y algunos bosquetes de ébano.
El valle de Luangwa, que se prolonga hacia el oeste por el valle del río Lunsemfwa, contiene algunas variedades de animales como el ñu de Cookson y la cebra de Crawshay que son endémicas o casi endémicas del valle. También representa una especie de barrera natural para la migración y el transporte humanos, no hay carreteras que la crucen y esto ha ayudado a conservar la vida silvestre.
Aunque este parque generalmente está bien protegido contra la caza furtiva, sus rinocerontes negros fueron extirpados en 1987, y la población de elefantes ha estado bajo una gran presión en ocasiones.
El asentamiento principal del parque está en realidad fuera de su límite oriental en Mfuwe, y tiene un aeropuerto que tiene vuelos a Lusaka, el Bajo Zambezi y Lilongüe en Malaui.
Desde 2005, el área protegida se considera una Unidad de Conservación de Leones junto con el Parque nacional de Luangwa Norte.

### Fauna
En el parque, una de las zonas más prístinas de África, hay unas 60 especies de mamíferos y unas 400 especies de aves. En el río Luangwa se calcula que hay unos 50 hipopótamos por kilómetro. Se pueden ver grupos de una docena de cebras. Hay catorce especies diferentes de antílopes. El más grande es el eland. El más numeroso es el impala. Los kudus, más difíciles de ver, prefieren las zonas boscosas.

#### Aves

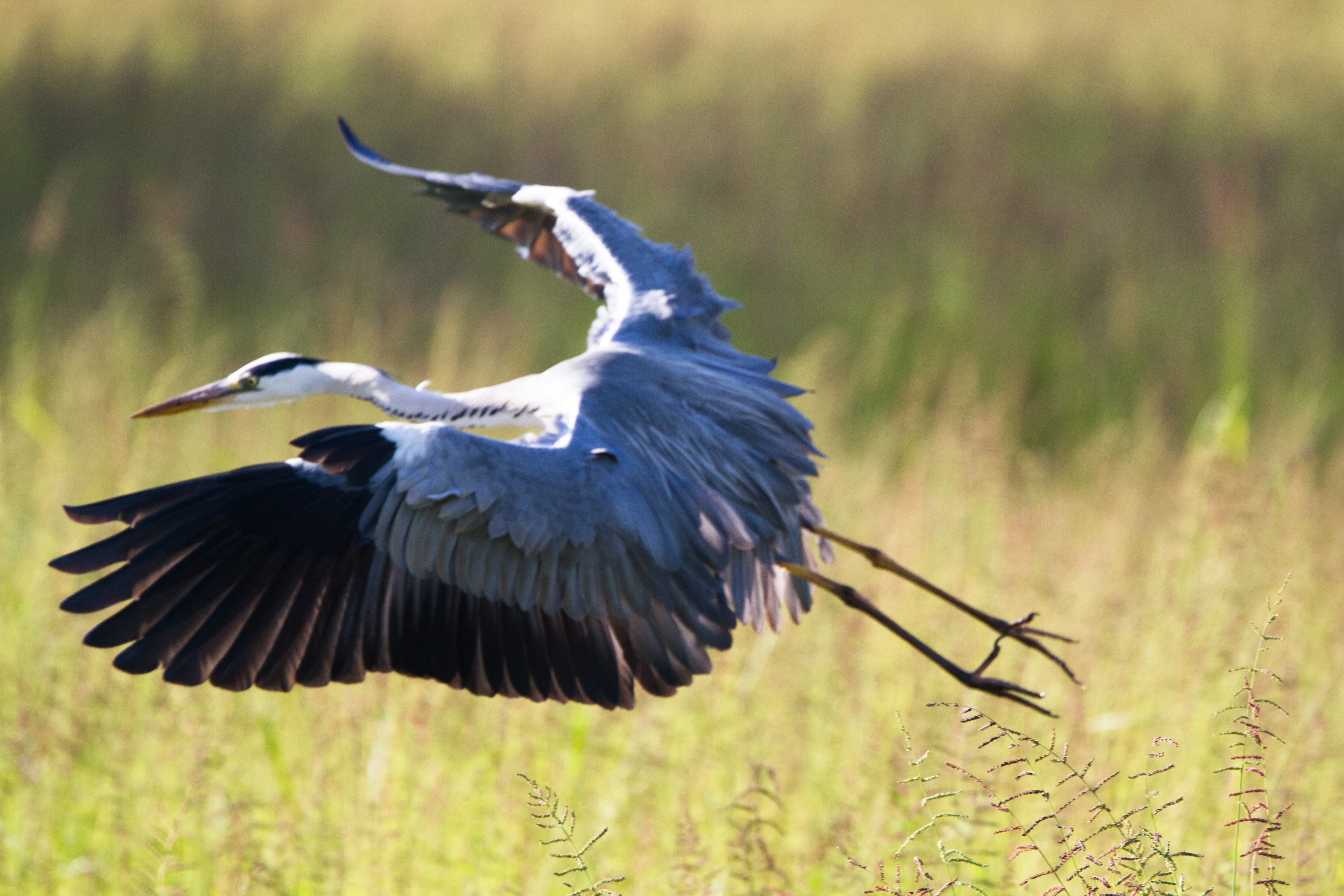
Garza real en Luangwa Sur

Hacia el final de la época seca, cuando los ríos y las lagunas de meandro retroceden, cientos de aves acuáticas se agrupan en las orillas. Los tántalos africanos remueven las aguas con los picos, los pelícanos forman hileras para capturar el mayor número de peces, los jabirúes africanos se mueven nerviosamente. Hay marabúes africanos, garzas blancas, garzas de cabeza negra, picotenazas y garzas Goliat, entre otras. En noviembre, llegan aves migratorias paleárticas del norte de Europa y del interior de África, entre ellos el cuco solitario, la cigüeña, la golondrina común, el vencejo, el halcón, el abejaruco, así como aves de presa como el águila esteparia y el busardo estepario, procedente de Rusia. Entre los que más se oyen, el cálao, la cosifa de Heuglin, el grito de las águilas pescadoras y el ruido de fondo de las palomas.

## Campamentos
Debido al gran tamaño del parque hay más de veinte campamentos para los turistas: Bilimungwe Bushcamp, Chamilandu Bushcamp, Chikoko Trail Camps, Chikunto Safaris, Chindeni Bush, Director's House, Flatdogs Camp, Island Bush, Kafunta River, Kapamba Bush, Kulandila Camp, Kuyenda Bush, Lion Camp Safari, Mfuwe Lodge, Shawa Luangwa, Sungani Lodge, Takifa Camp, Three Rivers, Time+Tide Kakuli, Track and Trail River Camp, Mwamba Bushcamp, Kaingo, Mchenja Bushcamp, Mupamadzi Mobile Safari (organiza safaris para mayores de 21 años en zonas donde no se ve otra alma), Luangwa Safari House, Tena Tena, Nkwali, Nsefu, Nsolo Bushcamp, Zungulila, Crocodile River Camp, Lion Camp y Luwi Bush Camp.